# Jean-Paul Lamirande
Pour les articles homonymes, voir Lamirande.
Jean-Paul Lamirande, dit Jean Lamirande, (né le 21 août 1923 à Shawinigan Falls au Québec - mort le 30 janvier 1976) est un joueur québécois de hockey sur glace. Il évolue au poste de défenseur.

## Biographie

### En club
En 1946, Lamirande fait ses débuts dans la Ligue nationale de hockey avec les Rangers de New York, cependant, il passera une grande partie de sa carrière dans les rangs mineurs, que ce soit dans la Ligue américaine de hockey, la Ligue senior du Québec, l'Eastern Professional Hockey League ou l'Eastern Hockey League. En 1954-1955, Lamirande joue presque toute la saison avec Shawinigan-Falls. Après avoir remporté la ligue, autant en saison régulière en devançant les As de Québec qu'en série en battant les Royaux de Montréal en finale, Lamirande est nommé avec son coéquipier Jean-Guy Talbot pour faire partie de la première équipe d'étoiles de la ligue.

### En équipe nationale
Lamirande représente le Canada au championnat du monde de hockey sur glace à deux reprises durant sa carrière.

## Statistiques

### En club
| Saison    | Équipe                        | Ligue |    | Saison régulière | Saison régulière | Saison régulière | Saison régulière | Saison régulière |   | Séries éliminatoires | Séries éliminatoires | Séries éliminatoires | Séries éliminatoires | Séries éliminatoires |
| Saison    | Équipe                        | Ligue | PJ | B                | A                | Pts              | Pun              | PJ               | B | A                    | Pts                  | Pun                  |                      |                      |
| 1945-1946 | Royaux de Montréal            | LHSQ  | 36 | 6                | 8                | 14               | 60               | 11               | 1 | 6                    | 7                    | 37                   |                      |                      |
| 1946-1947 | Saints de Saint Paul          | USHL  | 26 | 0                | 4                | 4                | 18               | -                | - | -                    | -                    | -                    |                      |                      |
| 1946-1947 | Rangers de New York           | LNH   | 14 | 1                | 1                | 2                | 14               | -                | - | -                    | -                    | -                    |                      |                      |
| 1946-1947 | Ramblers de New Haven         | LAH   | 4  | 0                | 1                | 1                | 6                | -                | - | -                    | -                    | -                    |                      |                      |
| 1947-1948 | Ramblers de New Haven         | LAH   | 46 | 7                | 20               | 27               | 22               | -                | - | -                    | -                    | -                    |                      |                      |
| 1947-1948 | Rangers de New York           | LNH   | 18 | 0                | 1                | 1                | 6                | 6                | 0 | 0                    | 0                    | 4                    |                      |                      |
| 1948-1949 | Ramblers de New Haven         | LAH   | 30 | 3                | 7                | 10               | 18               | -                | - | -                    | -                    | -                    |                      |                      |
| 1949-1950 | Ramblers de New Haven         | LAH   | 52 | 26               | 31               | 57               | 16               | -                | - | -                    | -                    | -                    |                      |                      |
| 1949-1950 | Sénateurs d'Ottawa            | LHSQ  | 6  | 0                | 0                | 0                | 0                |                  |   |                      |                      |                      |                      |                      |
| 1949-1950 | Saguenéens de Chicoutimi      | LHSQ  | 6  | 0                | 0                | 0                | 0                |                  |   |                      |                      |                      |                      |                      |
| 1949-1950 | Rangers de New York           | LNH   | 16 | 4                | 3                | 7                | 6                | 2                | 0 | 0                    | 0                    | 0                    |                      |                      |
| 1950-1951 | Flyers de Saint-Louis         | LAH   | 64 | 13               | 36               | 49               | 6                | -                | - | -                    | -                    | -                    |                      |                      |
| 1951-1952 | Saguenéens de Chicoutimi      | LHSQ  | 58 | 11               | 28               | 39               | 32               |                  |   |                      |                      |                      |                      |                      |
| 1952-1953 | Saguenéens de Chicoutimi      | LHSQ  | 56 | 4                | 19               | 23               | 36               |                  |   |                      |                      |                      |                      |                      |
| 1953-1954 | Saguenéens de Chicoutimi      | LHQ   | 68 | 5                | 22               | 27               | 65               |                  |   |                      |                      |                      |                      |                      |
| 1954-1955 | Canadiens de Montréal         | LNH   | 1  | 0                | 0                | 0                | 0                | -                | - | -                    | -                    | -                    |                      |                      |
| 1954-1955 | Cataracts de Shawinigan-Falls | LHQ   | 60 | 3                | 29               | 32               | 59               |                  |   |                      |                      |                      |                      |                      |
| 1955-1956 | Cataracts de Shawinigan-Falls | LHQ   | 58 | 6                | 16               | 22               | 44               |                  |   |                      |                      |                      |                      |                      |
| 1956-1957 | As de Québec                  | LHQ   | 67 | 4                | 14               | 18               | 52               |                  |   |                      |                      |                      |                      |                      |
| 1957-1958 | As de Québec                  | LHQ   | 45 | 3                | 16               | 19               | 24               |                  |   |                      |                      |                      |                      |                      |
| 1958-1959 | McFarlands de Belleville      | OHASr | 20 | 5                | 8                | 13               | 10               | -                | - | -                    | -                    | -                    |                      |                      |
| 1959-1960 | Bulldogs de Windsor           | OHASr | 49 | 6                | 16               | 22               | 50               | 14               | 0 | 4                    | 4                    | 2                    |                      |                      |
| 1960-1961 | Comets de Clinton             | EHL   | 52 | 6                | 27               | 33               | 22               | 4                | 0 | 1                    | 1                    | 7                    |                      |                      |
| 1960-1961 | Frontenacs de Kingston        | EPHL  | 2  | 0                | 1                | 1                | 2                | -                | - | -                    | -                    | -                    |                      |                      |

### En équipe nationale
| Année | Compétition          |   | PJ | B | A | Pts | Pun           |  | Résultat |
| 1958  | Championnat du monde | 7 | 1  | 4 | 5 | 0   | Médaille d'or |  |          |
| 1959  | Championnat du monde | 8 | 1  | 0 | 1 | 0   | Médaille d'or |  |          |

## Honneurs personnels
- Meilleur défenseur du championnat du monde de hockey sur glace : 1959[2].